# Vestone
Vestone är en ort och kommun i provinsen Brescia i regionen Lombardiet i Italien. Kommunen hade 4 316 invånare (2018).